# Jofre de Foixà
Jofre de Foixà fou un trobador català, fill segon de Bernat de Foixà, del llinatge empordanès dels Foixà, vassalls del comte d'Empúries.

## Biografia
De molt jove va ingressar en l'orde dels franciscans i apareix per primera vegada documentat a Montsó el 1267. El 1275 deixà els hàbits franciscans per ingressar en l'orde de sant Benet, segurament al monestir de Sant Feliu de Guíxols.
Quan els francesos entraren a Catalunya durant la croada contra la Corona d'Aragó, Pere el Gran el nomenà procurador del monestir de Sant Pere de Galligants, i tant aquest rei com el seu successor, Alfons el Franc, li encomanaren missions de gran confiança.
El 1293 es trobava a Sicília com abat del monestir de San Giovanni degli Erimiti de Palerm, i gaudia de la consideració de Frederic de Sicília i del seu germà Jaume II d'Aragó. La darrera notícia que es té d'ell és de l'any 1295.

## Obres
Jofre de Foixà va escriure un tractat de gramàtica i poètica, les Regles de trobar, per ordre de Jaume II, quan aquest era rei de Sicília. L'obra, amb nombrosos fragments exemplars dels trobadors, pretenia ampliar i completar les Rasós de trobar de Ramon Vidal de Besalú. Se'n conserva una còpia al Cançoneret de Ripoll.
La producció poètica conservada de Jofre de Foixà es limita a quatre composicions: tres cançons i una cobla. Cal destacar una de les cançons (reproduïda i traduïda al català actual més avall), en la qual el trobador tanca cada estrofa amb versos d'altres trobadors: Arnaut de Maruelh (estrofes I-II), Perdigon (III-IV), Folquet de Marsella (V) i Gaucelm Faidit (VI). Aquest recurs innovador fou imitat posteriorment per Petrarca, que substituí els trobadors per poetes del Dolce Stil Nuovo.
| I Be m'a lonc temps menat a guiza d'aura ma bon'amors, quo fai naus sobre vens; mas lo perill m'asuava e·m daura lo bos espers qu'ay en vos fermamens, en cuy amar es ferms totz mos talents, qu'aissi m'an pes de vos, qu'es blond'e saura, les grans beutatz e·ls fis ensenhamens. II No m'agra ops que·m fos tan agradiva vostr'amistatz, dona, de bos aibs flors, pus deviatz envas mi tan autiva de cor esse, e lunhar mi·l secors qu'ay atendut lonjamens; quar us plor m'en sors tan grieus que non cre guaire viva: si·m destrenhetz, dona, vos et Amors. III E ja de vos no·m do so qu'ieu dezire jamai Jhezus, si per als a murir tem, mas pe so quar sai ses contradire que pos mortz fos no·us poyia servir. Pero si·l mal vos plazen ni·l martir, ni·l grieu afan de què yeu suy suffrire, ben aya·l mal e l'afan e·l cossir. IV Qu'a mi non deu plazer mas so que·us playa, pus del tot suy vostres ab bona fe, sol no vulhats que d'amar vos m'estranya, quar le poders non es ges mieus de re. Be suy conques, mas trop suy luenh de be, qu'en tal cossir m'an empench que m'esglaya ir'e pezars e dona ses merce. V E vos, Amors, pus ab tam ferm coratge vos am e·us ser, per que·us truep tan nozen? qu'ades m'ausizetz tolhen alegrage et ades mi revivetz joys renden, per qu'ieu trac piegz d'ome de tot moren. Doncx pus avetz en mi·l plen poderatge, Amors, merce, no mueyra tan soven! VI Dona, per vos m'es Amors tan sobreira; e si m'auci, de vos mou l'ochaizos. Don volgra be que·us auzes esquerreira nomnar vas fe; mas en vos falhizos non dey pensar sia, pero de vos tenc er, que·m faitz mal, dona plazenteira, mon cor e mi e mas bonas chansos. VII Vostres suy tan, don'agradiv'e pros, qu'on piegz mi faitz, ab amor pus enteyra humils e francs e fis sopley vas vos. | I Bé m'ha menat llarg temps a l'estil de l'aura el meu bon amor, com fa la nau amb el vent; però el perill em suavitza i dissimula la bona esperança que tinc en vós fermament, a qui estimar es ferma tota la meva intenció, que així m'han empès a vós, que sou rossa i com l'or, les grans belleses i els bons ensenyaments. II No caldria que em fos tan agradable la vostra amistat, senyora, flor de les bones qualitats, perquè hauríeu envers mi tan altiva de cor ser, i allunyar-me l'ajut que he esperat llargament; perquè vesso un plor tan greu que no penso viure gaire: així em turmenteu, senyora, vós i l'Amor. III I de vós no em doni això que desitjo mai Jesús, si per altra cosa morir temo, perquè jo sé ben segur que un cop mort no us podria servir. Però si els mals us plauen i els martiris i els grans afanys que jo pateixo, benvinguts els mals i els afanys i les penes. IV Perquè a mi sols m'ha de plaure allò que us plagui, perquè del tot sóc vostre de bona fe, només no vulgueu que m'estigui d'estimar-nos, ja que no tinc el poder d'això. Sóc ben conquistat, però sóc molt lluny del bé, perquè m'han empès a tal neguit que m'esglaien tristesa, pesar i dona sense pietat. V I vós, Amor, ja que amb tan tanta força us amo i us serveixo, perquè us trobo tan esquerp? que ara em mateu llevant-me l'alegria i ara em ressusciteu tornant-me el goig, pel que jo pateixo més que l'home que agonitza. Ja que teniu sobre mi ple poder, Amor, pietat, no em feu morir tan sovint! VI Senyora, per vós més Amor tan superb; i si em mata, de vós neix el motiu. Per això voldria proclamar-vos falsa en la fe; mes que en vós falsedat no he de pensar que n'hi hagi, però de vós, senyora amable que em feu mal, depenen ara mon cor, i jo i mes bones cançons. VII Tan vostre sóc, senyora agradable i noble, que qun pitjor em tracteu, amb amor més íntegre, humil i sincer i fidel us suplico. |